# Mold Castle

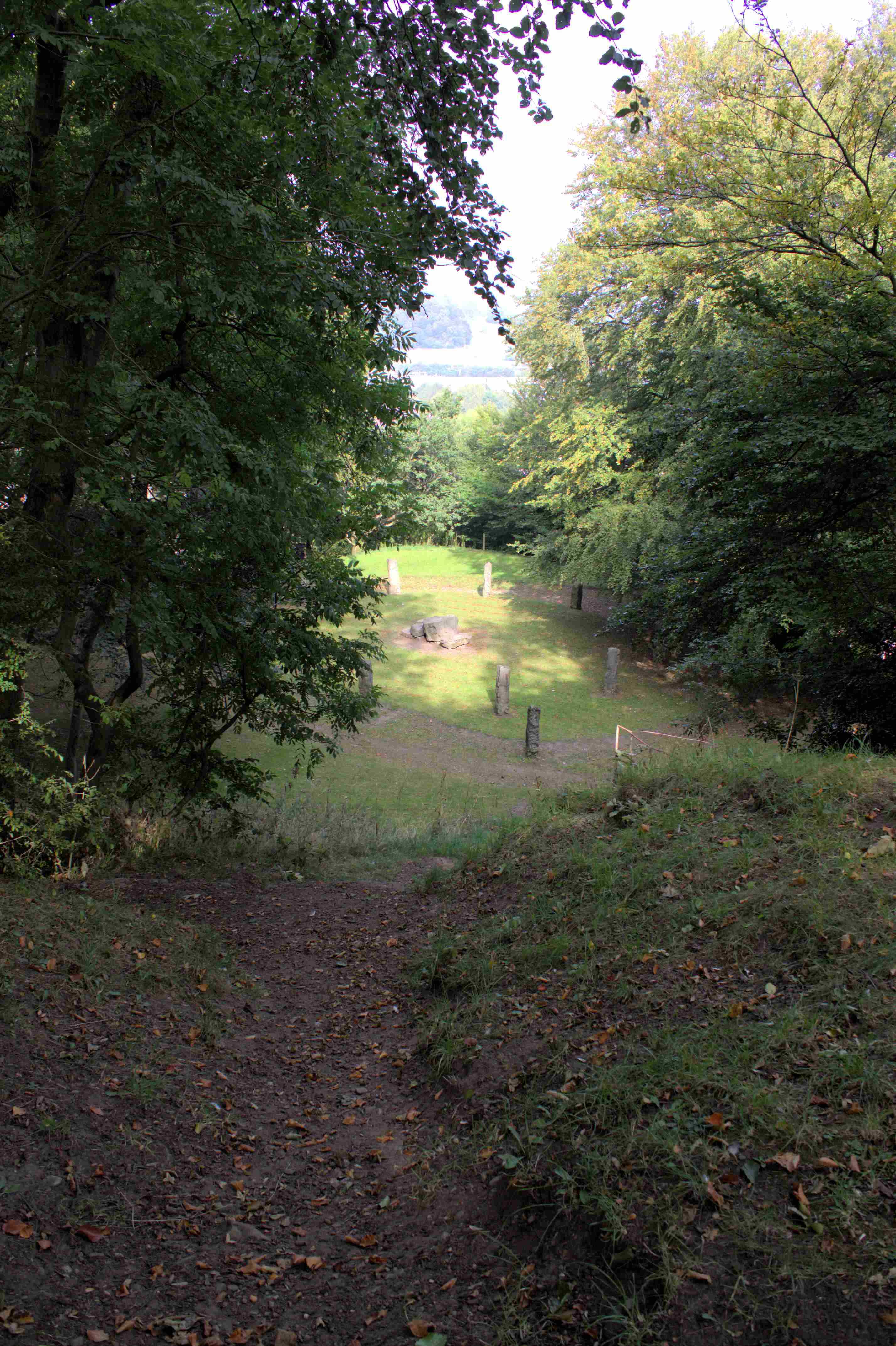
Blick vom Burghügel auf den Gorsedd Steinkreis

Mold Castle (walisisch Castell yr Wyddgrug) ist eine ehemalige Burg in Flintshire in Wales. Die als Scheduled Monument geschützte Burgstelle liegt gegenüber der Pfarrkirche St Mary's inmitten der Stadt Mold.

## Geschichte
Vermutlich wurde die Burg um 1140 von dem anglonormannischen Ritter Robert de Montalt errichtet, erstmals erwähnt wurde sie 1146. Nach anderen Angaben wurde die Burg bereits um 1093 errichtet. Die Burg wurde Montalt genannt, was eine Verballhornung des altfranzösischen mont haut für hoher Hügel war. Vermutlich entstand daraus der Name Mold.
Bereits 1147 wurde die Burg von Owain Gwynedd, dem König von Gwynedd, erobert. Während seines Feldzugs von 1165 erobert der englische König Heinrich II. die Burg zurück und ließ sie bis 1167 ausbauen. Vermutlich um diese Zeit entstand ein steinerner Palas. 1199 oder 1201 wurde die Burg von Llywelyn ab Iorwerth von Gwynedd erobert. 1241 musste dessen Sohn Dafydd ap Llywelyn die Burg an die Herren de Montalt zurückgeben, doch bereits 1245 konnte er sie zurückerobern. Während des ersten Feldzugs von Eduard I. zur Eroberung von Wales eroberten die Engländer 1277 erneut die Burg, doch durch den Bau der neuen königlichen Burg Flint Castle verlor sie an Bedeutung. Während des walisischen Aufstands von 1294 wurde es kurzzeitig von den Walisern erobert. Nach dem Tod des letzten Barons de Montalt 1329 wurde die Burg nicht mehr genutzt und verfiel. Letztmals erwähnt wurde sie 1421. Um diese Zeit war um die ehemalige Burg die schließlich Mold genannte Siedlung entstanden, die gegen 1485 eine eigene Pfarrkirche erhielt.
1792 wurde die Burgstelle in eine Gartenanlage umgewandelt. Auf dem Gelände der Vorburg wurde ein Bowling Green angelegt. 1923 diente die Gartenanlage als Veranstaltungsort des walisischen Eisteddfod, wofür auf dem Gelände der Vorburg ein Gorsedd-Steinkreis errichtet wurde. Heute dient die Burgstelle als öffentlicher Park und ist frei zugänglich.

## Anlage
Die Burgstelle ist ein gutes Beispiel für eine normannische Motte-and-Bailey-Anlage. Sie besteht aus einer mächtigen kegelförmigen Motte, die über einem natürlichen Hügel errichtet wurde. Der heute mit Bäumen und Sträuchern bewachsene Burghügel hat am Fuß einen Durchmesser von bis zu 62 m und ist noch bis zu 14 m hoch. Auf dem etwa 20 m im Durchmesser großen Gipfelplateau befinden sich geringe Reste von Mauerwerk. Südlich des Burghügels lag die rechteckige Vorburg, vor der noch ein weiteres Vorwerk vorgelagert war. Von den beiden Vorburgen sind jedoch nur geringe Reste des Walls und Grabens erkennbar.